# Mrliška okorelost
Mrliška okorelost ali tudi smrtna okorelost (lat. rigor mortis) je ena izmed zgodnjih mrliških sprememb, ki se izraža kakor zakrčenost in otrdelost vseh telesnih mišic, vključno z gladkim mišičjem notranjih organov. Nastopi zaradi specifičnih biokemijskih sprememb znotraj mišičnih celic, navadno v prvih treh urah po smrti. Na začetku zajame gladko mišičje in srce, pozneje pa se po descendentem principu razširi tudi na vse skeletne mišice trupla. Analiza obsega mrliške okorelosti nam zaradi velike variabilnosti njenega širjenja poda le malo podatkov o času nastopa smrti.

## Razvoj okorelosti
Tik po smrti nastopi kratkotrajno obdobje primarne mrliške ohlapnosti (lat. flacciditas mortis primaria), ki traja od 3 do največ 6 ur. V tem času so mišice mehke in ohlapne podobno kot v stanju zmanjšane zavesti. Obdobju ohlapnosti sledi začetek razvoja mrliške okorelosti, ki najprej zajame trebušno prepono, srčno mišico in gladko mišičje votlih prebavil. Edina vidna okorelost gladkih mišic na truplu je specifična naježenost telesnih dlak, ki je najbolj izražena na stegnih. Približno tri ure po smrti se okorelost pojavi tudi v skeletnih mišicah obraza. Najprej zajame žvekalne in mimične mišice, zatem pa se razširi tudi na vrat in trup. Okorelost skeletnih mišic se širi po descendentnem principu, torej od manjših k večjim mišicam, kar je posledica tega, da je manjše sklepe lažje imobilizirati kot večje. Zadnji postanejo imobilni kolenski, komolčni in kolčni sklep. Okorelost je vidno izražena v vseh glavnih mišičnih skupinah približno 6–12 ur od nastopa smrti. Okorelost v povprečju vztraja od 24 do največ 96 ur, ko jo prekine mišična avtoliza. Izginja po enakem principu, kakor je nastopila, potem pa nastopi obdobje sekundarne mrliške ohlapnosti (lat. flacciditas mortis secundaria).

#### Prekinjena okorelost
Če okorelost v obdobju 12 ur od nastopa smrti nasilno prekinemo, se lahko po prekinitvi ponovno vzpostavi. Kljub temu njena intenziteta ni enaka, kot bi bila brez prekinitve.

## Biokemija okorelosti

#### Teorija prečnih mostičkov
Mišična kontrakcija je posledica dinamičnega procesa tvorbe in prekinjanja prečnih povezav med kontraktilnimi elementi znotraj mišične celice. Ob pobudi za kontrakcijo se v primeru zadostne koncentracije Ca2+ ionov znotraj celice po posredovanju troponina C (velja za prečnoprogasto mišično celico) odkrijejo s tropomiozinskim kompleksom zastrta miozinska vezavna mesta na aktinskih filamentih. Miozinski filamenti so v tem času povezani z energetsko bogatimi molekulami ATP, ki preprečujejo tvorbo povezav med aktinskimi in miozinskimi molekulami. V naslednji fazi pride do delne hidrolize molekule ATP, ki razpade na ADP in organski fosfatni kompleks, kar omogoči pretvorbo miozina iz nizkoenergetske v visokoenergetsko obliko. Miozinske glavice se v tej fazi lahko čvrsto vežejo na vezavna mesta aktinskih filamentov, čemur sledi odstranitev fosfata. Ob odstranitvi se glavica miozina skrči v vratu in preide v nizkoenergetsko obliko, pri čemer potegne aktinsko molekulo proti centru krčljive enote. Takoj zatem se z miozina odstrani tudi molekula ADP, miozin in aktin pa ostaneta povezana. Ko se na miozin ponovne veže molekula ATP, se prečna povezava z aktinom začasno prekine. V primeru persistentno visoke koncentracije Ca2+ ionov se opisani proces ciklično ponavlja do porabe zalog ATP.

#### Dogajanje po smrti
V času življenja je koncentracija ATP znotraj mišične celice razmeroma konstantna. Po smrti se njegova obnova močno zmanjša in v nekaj minutah povsem upade, kar vodi v drastičen padec koncentracije te za krčenje ključne molekule. Ob odsotnosti ATP se aktin in miozin povežeta v tog, neraztegljiv gel, kar vodi v otrdelost mišic. Okorelost se začne pojavljati, ko koncentracija ATP pade pod 85 % normalne vrednosti in je najizrazitejša, ko je koncentracija znižana na 15 %. Čas po smrti, v katerem se ATP še vedno obnavlja, je odvisen predvsem od znotrajceličnih zalog glikogena. Te so najnižje pri ljudeh, ki so bili v kratkem obdobju pred nastopom smrti fizično aktivni. Pri slednjih se zato okorelost razvije hitreje kot pri spočitih.